# Donnersreuth
Donnersreuth (oberfränkisch: Donneasch-raid) ist ein Gemeindeteil der Großen Kreisstadt Kulmbach im Landkreis Kulmbach (Oberfranken, Bayern). Gößmannsreuth liegt in der Gemarkung Leuchau.

## Geografie
Das Dorf liegt in der Talebene des Roten Mains und ist von Acker- und Grünland umgeben. Durch den Ort fließt der Erlenbach, ein rechter Zufluss des Roten Mains. Die Kreisstraße KU 16 führt nach Forstlahm zur Bundesstraße 85 (1,2 km nördlich) bzw. nach Gößmannsreuth (1 km südwestlich).

## Geschichte
Der Ort wurde 1361 als „Donersreuth“ erstmals urkundlich erwähnt. Das Bestimmungswort ist Thunar, der Personenname des Siedlungsgründers. Das Grundwort Reuth zeigt an, dass das Land durch Rodung gewonnen wurde.
Gegen Ende des 18. Jahrhunderts bestand Donnersreuth aus 9 Anwesen. Das bayreuthische Stadtvogteiamt Kulmbach übte das Hochgericht aus und hatte zugleich die Dorf- und Gemeindeherrschaft. Grundherren waren das Kastenamt Kulmbach (1 Schmiede, 1 Hof, 1 Haus), der Markgräfliche Lehenhof Bayreuth (1 Halbhof, 1 Viertelhof, 1 Gütlein mit Hofrait), das Rittergut Thurnau (2 Halbhöfe) und das Rittergut Kirchleus (1 Hof).
Von 1797 bis 1810 unterstand der Ort dem Justiz- und Kammeramt Kulmbach. Mit dem Gemeindeedikt wurde Donnersreuth dem 1811 gebildeten Steuerdistrikt Gößmannsreuth und der 1812 gebildeten gleichnamigen Ruralgemeinde zugewiesen. Mit dem Zweiten Gemeindeedikt (1818) wurde die Gemeinde nach Leuchau umbenannt. Am 1. Juli 1976 wurde Donnersreuth im Zuge der Gebietsreform in Bayern nach Kulmbach eingegliedert.

### Einwohnerentwicklung
| Jahr      | 001809 | 001818 | 001861 | 001871 | 001885 | 001900 | 001925 | 001950 | 001961 | 001970 | 001987 |
| Einwohner | 64     | 56     | 83     | 80     | 78     | 75     | 74     | 93     | 59     | 58     | 59     |
| Häuser    |        | 12     |        |        | 14     | 16     | 11     | 10     | 12     |        | 13     |
| Quelle    | [ 11 ] | [ 8 ]  | [ 12 ] | [ 13 ] | [ 14 ] | [ 15 ] | [ 16 ] | [ 17 ] | [ 18 ] | [ 19 ] | [ 1 ]  |

## Religion
Donnersreuth ist seit der Reformation evangelisch-lutherisch geprägt und nach Unsere Liebe Frau (Mangersreuth) gepfarrt.